# Numeri amicabili
In matematica, sono numeri amicabili o amicali o amici due numeri per cui la somma dei divisori propri di uno (quindi escluso il numero stesso) è uguale all'altro e viceversa.
Un esempio classico è dato dalla coppia 220 e 284. I due numeri sono amicabili in quanto 
- 220 è divisibile per 1, 2, 4, 5, 10, 11, 20, 22, 44, 55 e 110 e la loro somma risulta 284;
- 284 è divisibile per 1, 2, 4, 71, 142 che sommati tra loro restituiscono proprio 220.

Altri numeri amicabili sono ad esempio le coppie 1184 e 1210, 2620 e 2924, 5020 e 5564, 6232 e 6368, 17296 e 18416.
Negli ultimi dieci anni la ricerca di numeri amicabili ne ha fatto lievitare esponenzialmente la quantità. Ad aprile 2018 ne erano noti più di 1 miliardo e 100 milioni, di cui alcuni con decine di migliaia di cifre.
Se un numero è amicabile di sé stesso, cioè se la somma dei suoi divisori propri è uguale a se stesso (come il numero 28), è chiamato numero perfetto.

## Nella storia
In epoca greca, i numeri amicabili erano noti ai pitagorici, che attribuivano loro un valore mistico.
Nel IX secolo, il matematico arabo Thābit b. Qurra al-Ḥarrānī al-Ṣābiʾ (826-901) trovò un metodo per definire alcune coppie amicabili: 
fissato n intero positivo, se i numeri:
p = 3 2n-1 - 1
q = 3 2n - 1
r = 9 22n-1 - 1
sono tre primi dispari, allora la coppia (2npq,2nr) è una coppia di numeri amicabili
Non tutte le coppie di numeri amici si ottengono con queste formule: un esempio è (1184, 1210).
Nella matematica occidentale moderna, vari celebri studiosi hanno ricercato coppie di amici: 
- Fermat nel 1636 annunciò di avere trovato la coppia (17296,18416), che però era sicuramente già nota all'arabo Ibn al-Banna de Marrakech (1256-1321), e probabilmente anche al citato Thābit ibn Qurra, poiché si ottiene dalla sua formula per n = 4.
- Cartesio trovò (9363584, 9437056), che si ottiene dalla solita formula per n=7.
- Eulero pubblicò nel 1750 una lista comprendente 60 coppie di numeri amicali, ignorando curiosamente la seconda in ordine di grandezza (1184, 1210), che venne poi scoperta nel 1866 da Niccolò Paganini, un giovane studente di 16 anni omonimo del famoso violinista.

## Proprietà
In tutti i casi conosciuti, i numeri di una coppia sono o entrambi pari o entrambi dispari, nonostante non siano note ragioni per cui questo debba avvenire necessariamente. Inoltre, ogni coppia conosciuta condivide almeno un fattore.
Non si sa se esistano coppie di numeri coprimi amicabili, ma se esistono è dimostrato che il loro prodotto deve essere maggiore di 1067.

## Numeri socievoli
Un gruppo di numeri socievoli è un insieme di numeri in cui ogni numero è amicabile del numero posto accanto ad esso, ed il primo è amicabile dell'ultimo, cosicché i numeri formino una sorta di "catena ciclica". Nel 1918, il matematico Paul Poulet scoprì il gruppo di numeri socievoli
12 496, 14 288, 15 472, 14 536, 14 264.
Ciascun numero è uguale alla somma dei fattori propri del precedente; se infine sommiamo i divisori propri di 14 264, otteniamo 1 + 2 + 4 + 8 + 1783 + 3566 + 7132 = 12 496, ovvero il primo numero del ciclo.
La più lunga catena di numeri socievoli conosciuta comprende 28 numeri, il minore dei quali è 14 316, ed è sempre stata scoperta da Poulet.